# Volgje állomás
Volgje (Wolgye) állomás föld feletti metróállomás a szöuli metró 1-es vonalán. Egyúttal a hagyományos Kjongvon (Gyeongwon) vasútvonal állomása is.

## Viszonylatok
| 1-es vonal                                        | 1-es vonal                   | 1-es vonal                                                                 |
| ------------------------------------------------- | ---------------------------- | -------------------------------------------------------------------------- |
| Nokcshon (Nokcheon) Szojoszan (Soyosan) felé      | Kjongvon (Gyeongwon) szakasz | Kvangun (Gwangun) Egyetem Incshon (Incheon) vagy Sincshang (Sinchang) felé |
| Korail                                            |                              |                                                                            |
| Kvangun (Gwangun) Egyetem Jongszan (Yongsan) felé | Kjongvon (Gyeongwon) vonal   | Nokcshon (Nokcheon) Pengmagodzsi (Baengmagoji) felé                        |